# Центральные тихоокеанские леса

Экологический регион ВВФ центра́льные тихоокеа́нские леса́ (англ. Central Pacific coastal forests) — прибрежная северо-западная область Северной Америки от острова Ванкувер до центра штата Вашингтон и Орегона. Она выделяется на полуострове Олимпик, острове Ванкувер и на Береговых хребтах Орегона. Этот экорегион у побережья Тихого океана состоит в основном из хвойных лесов и занимает 73 700 км².
В области открыт ряд парков, в том числе национальный парк Олимпик и провинциальный парк Страткона.
Экорегион характеризуется песчаными или каменистыми пляжами, устьями рек, впадающих в Тихий океан, и зонами, покрытыми лесом. Климат этой области определяется близостью океана, поэтому он умеренный и достаточно мягкий на протяжении всего года и очень влажен. Ежегодно может выпадать от 2000 до 4000 мм осадков. Природная среда также сильно меняется в зависимости от высоты и географической широты. Горная зона в основном покрыта хвойными лесами из дугласовой пихты, гигантской калифорнийской туи и западной тсуги.
Фауна очень разнообразна: там встречаются, например, кулан, канадский олень, чёрный медведь и калифорнийский кондор. В некоторых реках также водится ряд видов лосося рода Oncorhynchus.